# Caryodendron orinocense

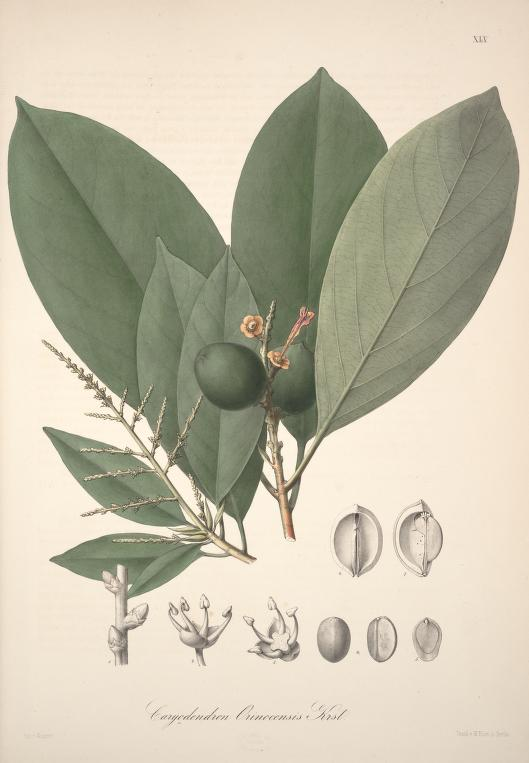
Illustration von Caryodendron orinocense

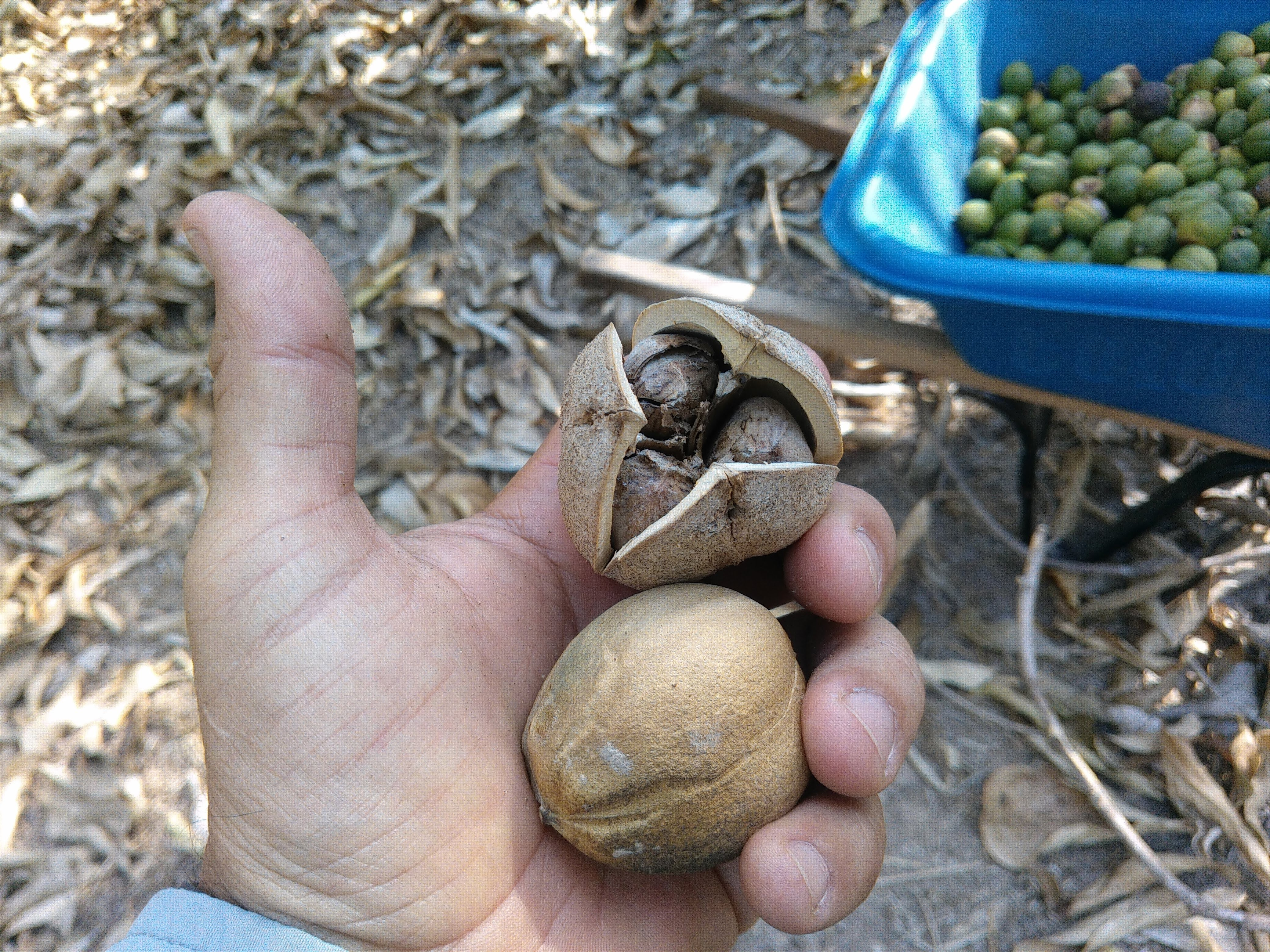
Frucht und Samen

Caryodendron orinocense ist ein Baum in der Familie der Wolfsmilchgewächse aus Venezuela, Kolumbien und Ecuador.

## Beschreibung
Caryodendron orinocense wächst als immergrüner Baum bis über 35 Meter hoch, in Kultur ist er nur bis etwa 15 Meter hoch. Es werden bei größeren Exemplaren öfters Brettwurzeln gebildet. Der Baum führt einen orangen Milchsaft.
Die wechselständigen, kurz gestielten, ledrigen Laubblätter sind einfach und kahl. Der Blattstiel ist 3–5,5 Zentimeter lang. Die ganzrandigen, eiförmigen bis elliptischen oder verkehrt-eiförmigen Blätter sind 22–30,5 Zentimeter lang und 6,5–10,5 Zentimeter breit. An der Spitze sind sie bespitzt bis spitz. Oberseits sind Drüsen vorhanden. Die Nebenblätter sind früh abfallend.
Caryodendron orinocense ist zweihäusig diözisch. Die Blütenstände, mit dicker, fleischiger Rhachis, sind end- oder fast endständige, lange und schlanke, ährenförmige Trauben, die männlichen sind öfters rispig aus mehreren Trauben zusammengesetzt. Die grünlichen und eingeschlechtlichen Blüten sind mit einfacher Blütenhülle, die Kronblätter fehlen. Die Blüten sind jeweils von kleinen Deckblättern unterlegt. Die männlichen, kurz gestielten Blüten sitzen in kleinen Knäueln an der Rhachis und sie besitzen 3–4 klappige, etwas bewimperte Kelchblätter und 4 freie Staubblätter sowie einen fleischigen, kissenförmigen Diskus. Die weiblichen, fast sitzenden Blüten besitzen 5–6 kleine, dachige Kelchblätter sowie einen oberständigen, kugeligen, dreikammerigen und kahlen Fruchtknoten mit minimalem Griffel und drei kleinen Narbenästen sowie einen Diskus.
Es werden holzige, bis 3,5–6,5 Zentimeter große, meist dreisamige, -kammerige und lokuli- und septizide, dickschalige Kapselfrüchte gebildet. Die dunkelbraunen Samen mit dünner Samenschale sind etwa eiförmig.

## Taxonomie
Die Erstbeschreibung erfolgte 1860 durch Hermann Karsten in Fl. Columb. 1: 91.

## Verwendung
Die Samen, „Nüsse“, sind essbar und schmecken wie Haselnüsse. Sie sind bekannt als Tacay, Cacay oder Inchi und werden roh, geröstet, frittiert oder als Pulver konsumiert. Auch ein Öl (Cacay-, Tacay-, Kahaiöl) kann aus den Samen gewonnen werden.
Der Milchsaft wird medizinisch verwendet.
Das Holz ist nicht besonders wertig, es wird für einige Anwendungen genutzt.